# Larisa Nedviga
Larisa Nedviga es una deportista soviética que compitió en piragüismo en la modalidad de aguas tranquilas. Ganó dos medallas de plata en el Campeonato Mundial de Piragüismo en los años 1979 y 1981.

## Palmarés internacional
| Campeonato Mundial | Campeonato Mundial       | Campeonato Mundial | Campeonato Mundial |
| Año                | Lugar                    | Medalla            | Evento             |
| ------------------ | ------------------------ | ------------------ | ------------------ |
| 1979               | Duisburgo (RFA)          | Medalla de plata   | K4 500 m           |
| 1981               | Nottingham (Reino Unido) | Medalla de plata   | K4 500 m           |